# Loma Canela
Loma Canela är en ort i Mexiko.   Den ligger i kommunen San Pedro el Alto och delstaten Oaxaca, i den sydöstra delen av landet, 500 km sydost om huvudstaden Mexico City. Loma Canela ligger 1 400 meter över havet och antalet invånare är 308.
Terrängen runt Loma Canela är varierad, och sluttar söderut. Runt Loma Canela är det ganska glesbefolkat, med 38 invånare per kvadratkilometer. Närmaste större samhälle är Los Naranjos Esquipulas, 2,4 km sydost om Loma Canela. I omgivningarna runt Loma Canela växer i huvudsak städsegrön lövskog.